# (1812) Gilgamesh
(1812) Gilgamesh ist ein Asteroid des Hauptgürtels, der am 24. September 1960 vom niederländischen Forscherteam Cornelis Johannes van Houten, Ingrid van Houten-Groeneveld und Tom Gehrels im Rahmen des Palomar-Leiden-Surveys entdeckt wurde.
Der Name des Asteroiden ist von dem mythologischen sumerischen Helden Gilgamesch abgeleitet.